# Zhurihe
Zhurihe (kinesiska: 朱日和, 朱日和镇) är en köping i Kina. Den ligger i den autonoma regionen Inre Mongoliet, i den norra delen av landet, omkring 200 kilometer nordost om regionhuvudstaden Hohhot. Antalet invånare är 10162. Befolkningen består av 4 308 kvinnor och 5 854 män. Barn under 15 år utgör 10,0 %, vuxna 15-64 år 82 %, och äldre över 65 år 7,0 %.
Genomsnittlig årsnederbörd är 414 millimeter. Den regnigaste månaden är juli, med i genomsnitt 113 mm nederbörd, och den torraste är januari, med 1 mm nederbörd.